# Islas Centoleiras
Las Islas Centoleiras (en gallego: Illas Centoleiras) son un archipiélago de la provincia de La Coruña (Galicia, España).

## Descripción
Se extienden en prolongada cadena a levante del puerto de Aguiño (municipio de Ribeira) y son un total de una docena de islas y sobre todo islotes y arrecifes muy peligrosos para la navegación. El mayor de los islotes es la Isla do Carreiro, que cuenta con 6.5 hectáreas de extensión, a pesar de lo cual es enteramente rocoso, como el resto de los islotes.
El nombre del archipiélago le viene dado por haber sido, y ser, una importante zona de pesca de centollo y otros crustáceos -se considera a estas islas como uno de los viveros naturales de la Ría de Arosa (Álvaro Cunqueiro)-.
El total del archipiélago suma algo más de 9 hectáreas de superficie (sin contar la importante extensión de arrecife).